# Esegel Melkonian
Esegel Melkonian (* 1. März 1918 in Armenien; † 12. Juni 1976 in Hamburg) war ein staatenloser Fußballspieler armenischer Abstammung. Der Offensivspieler hat für den Hamburger SV von 1935 bis 1948 insgesamt 160 Ligaspiele absolviert und dabei 66 Tore erzielt.

## Karriere
Der mit zwei Jahren nach Hamburg gekommene Melkonian, wurde zur Saison 1935/36, wie auch Torhüter Walter Warning, aus der Jugend in die Ligamannschaft der „Rothosen“ in der Gauliga Nordmark übernommen. Unter Trainer Hans Lang debütierte der „Erich“ oder „Häsi“ gerufene Offensivspieler am 27. Oktober 1935 beim 2:2-Remis gegen Polizei Lübeck in der Gauliga. Er stürmte im damaligen WM-System auf Rechtsaußen. Die „Rautenträger“ belegten am Rundenende mit den Leistungsträgern Erwin Reinhardt, Friedo Dörfel, Richard Dörfel und Rudolf Noack hinter Eimsbütteler TV und SC Victoria Hamburg den dritten Rang.
In der Saison 1937/38 gewann er mit dem HSV vor dem punktgleichen ETV – beide je 41:3 Punkte – die Meisterschaft in der Gauliga. In der Endrunde um die deutsche Meisterschaft kam er erstmals in den Spielen gegen Eintracht Frankfurt (5:0) und Yorck-Boyen Insterburg (3:1; ein Tor) zum Einsatz. Stammspieler auf Rechtsaußen war Hans Sikorski. Bei der Titelverteidigung 1938/39 hatte er in sechs Spielen mitgewirkt.
Da Melkonian als Staatenloser nicht als Soldat am Zweiten Weltkrieg teilnehmen musste, war er während der Kriegsjahre einer der wenigen Stammspieler des HSV, die durchgehend zur Verfügung standen. Aus rein sportlicher Sicht, wurde die Saison 1940/41 zur „besten Spielzeit“ des Hamburger SV. Die „Rautenträger“ setzten sich in der Bereichsliga Nordmark nach 22 Spieltagen mit 104:25 Toren und 44:0 Punkten durch, zehn Punkte vor dem Vizemeister Eimsbütteler TV. Melkonian hatte in 20 Ligaspielen 14 Tore erzielt. Durch soldatische Verhinderung der Stammspieler wie Walter Warning (Torhüter), Erwin Seeler, Otto Rohwedder und Torjäger Werner Höffmann musste der HSV vermehrt auf „Jungspieler“ wie Herbert Feltz, Erwin Kubale, Karl Schicker (Torhüter) und Walter Staats zurückgreifen. Insgesamt kamen 29 Fußballer in der Ligaserie zum Einsatz. Kapitän Eugen Kahl (21), Heinz Spundflasche, Friedo Dörfel und „Erich“ Melkonian mit je 20 Spielen führten die Einsatzliste an.
In beiden gewonnenen Spielen gegen den Vizemeister ETV – am 1. Dezember 1940 (3:1) und am 16. Februar 1941 (4:1) – stürmte Melkonian auf Rechtsaußen. In den Endrundenspielen um die deutsche Fußballmeisterschaft kam er in den Spielen gegen VfB Königsberg (3:1), 1. SV Jena (2:1, 2:2) und im Entscheidungsrückspiel am 25. Mai 1941 der Untergruppensieger gegen den FC Schalke 04 (1:0) zum Einsatz. In der Offensivbesetzung mit Melkonian, Herbert Feltz, Werner Höffmann, Heinz Spundflasche und Gustav Carstens traten die Hamburger auf dem Victoria-Platz an der Hoheluft vor 26.000 Zuschauern gegen die Schalke-Defensive um Hans Klodt (Torhüter), Hans Bornemann und Otto Schweisfurth (Verteidigerpaar) und der Läuferreihe mit Bernhard Füller, Otto Tibulski und Rudolf Gellesch an. Die 0:3-Niederlage vom Hinspiel am 18. Mai im Dortmunder Stadion Rote Erde konnte aber nicht mehr wettgemacht werden.
Als Besonderheit ging das 22. Ligaspiel gegen die Barmbecker SG in die (Fußball)Geschichtsbücher ein. Es fand aus Terminsgründen erst ein Jahr später, am 22. März 1942 statt; der HSV gewann mit 6:2 Toren und „Melko“ zeichnete sich am Ostersonntag 1942 als zweifacher Torschütze aus.
Auch in den weiteren Kriegsrunden 1941/42 bis 1944/45 – ab 1942/43 als Gauklasse Hamburg – gehörte der aus einer Familie armenischer Abstammung gekommene Melkonian der Stammbesetzung der „Rothosen“ an. Vom 6. Oktober 1940 bis zum 15. November 1942 – es war das Finale in Essen gegen die Vertretung des Niederrheins im Reichsbundpokal – trug er auch sechs Spiele in der Gauauswahl Nordmark durch.
Nach Ende des Zweiten Weltkriegs war der mannschaftsdienliche, gleichzeitig aber torgefährliche klassische Außenstürmer noch bis zur ersten Saison der Fußball-Oberliga Nord, 1947/48, beim Hamburger SV aktiv. Seine letzten zwei Ligaspiele bestritt der Armenier am 4. und 11. Januar 1948 in der Oberliga Nord gegen den VfB Lübeck (4:0) und Werder Bremen (2:2) jeweils auf Linksaußen. Beim Remis gegen Bremen setzte sich der HSV-Angriff aus Edmund Adamkiewicz, Heinz Trenkel, Alfred Boller, Heinz Spundflasche und „Erich“ Melkonian zusammen. Im Sommer 1948 beendete der ausgezeichnete Tischtennisspieler seine Laufbahn als Ligafußballer und ließ es bei den Alten Herren ruhiger angehen.
Nach mehr als sechs Jahren Pause half der 36-Jährige am 9. Juni 1954 dem HSV infolge eines Personalengpasses in einem Pokalspiel gegen den Eimsbütteler SV (nicht ETV) nochmals auf Rechtsaußen an der Seite von Günter Schlegel, Werner Harden und Herbert Wojtkowiak aus.
Melkonian verstarb am 12. Juni 1976 auf dem Tennisplatz, bei einem Klubwettkampf des TTC Horn-Hamm, dessen Vorsitzender er war.